# Erik Stave

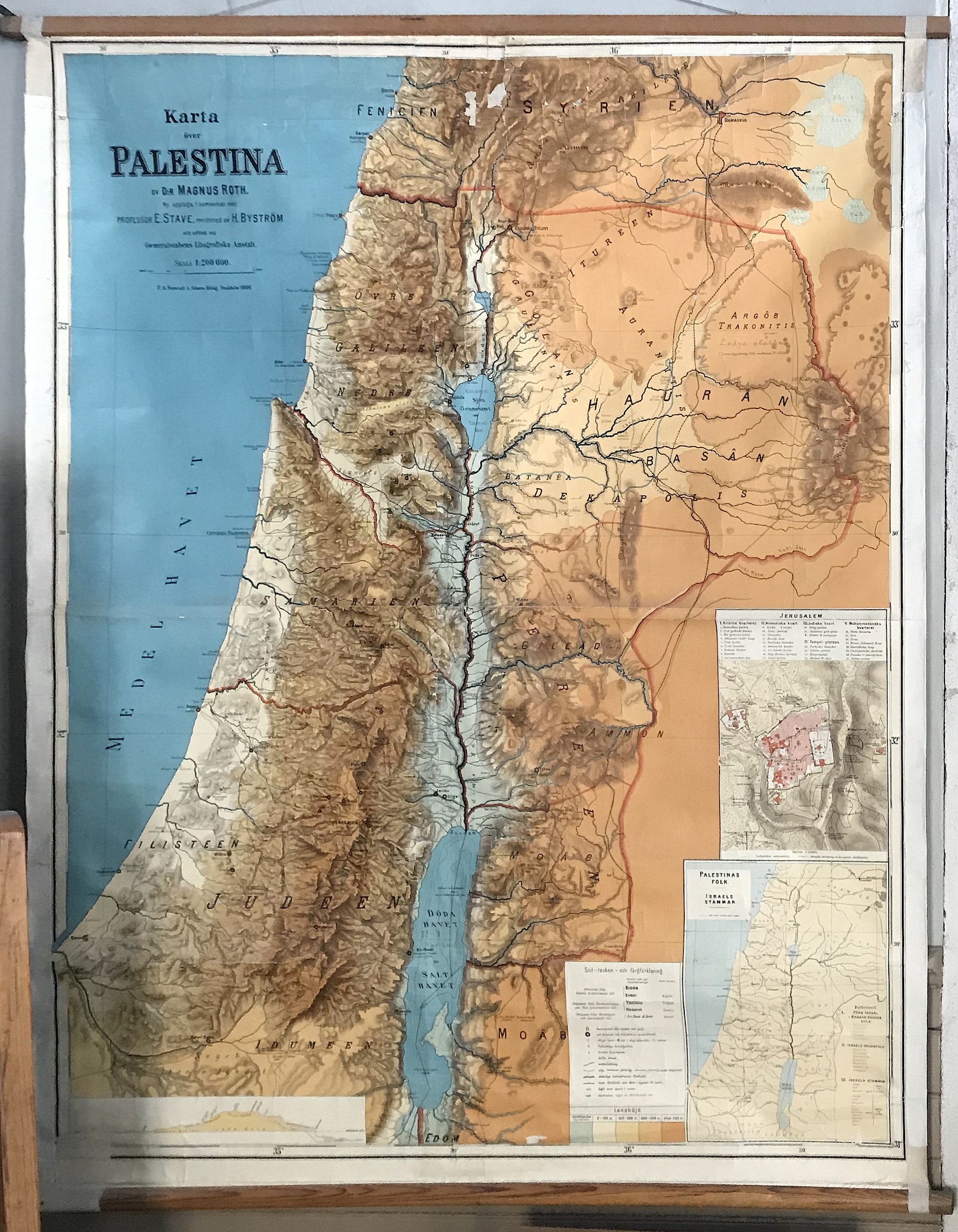
Klassisk svensk skolkarta över Palestina, utarbetad av Magnus Roth i samarbete med Erik Stave och Axel Herman Byström, Skansens skolmuseum

Erik Eriksson Stave, född 10 juni 1857 i Gustafs församling, Kopparbergs län, död 30 april 1932 i Uppsala domkyrkoförsamling, Uppsala, var en svensk teolog och domprost. 
Erik Stave blev extra ordinarie professor i exegetik vid Uppsala universitet 1899, men utsågs redan året därpå till ordinarie professor i samma ämne. Han kvarstod fram till pensioneringen 1922 och var från och med 1917 även domprost och förste teologie professor vid universitetet. Som exeget var Stave starkt influerad av Julius Wellhausen och den radikala bibelkritiken, även om han aldrig ifrågasatte de fundamentala kristna dogmerna. Från 1918 till 1922 var han inspektor för Västmanlands-Dala nation i Uppsala.

## Tryckta skrifter
Se Ernst von Döbeln, "Förteckning öfver Förste Teologie Professorn och Domprosten Erik Staves av trycket utgifna skrifter", tryckt i festskriften Teologiska studier tillägnade Erik Stave på 65-årsdagen den 19 juni 1922 av kolleger och lärjungar, Uppsala 1922, s. 349-358.